# Carpinus chuniana
Carpinus chuniana — вид квіткових рослин, дерево з родини березових. Поширення: Китай (Гуандун, Гуйчжоу, пд.-сх. Хубей). Росте на висотах від 600 до 1200 метрів.

## Середовище
Населяє субтропічні ліси на вапнякових схилах гір або в долинах.

## Біоморфологічна характеристика
Дерево до 10 м заввишки; кора чорно-сіра. Гілочки пурпурно-коричневі, в молодості густо жовтоворсинчасті, потім майже голі. Черешок міцний, 6–12 мм, густо жовто ворсинчастий. Листкова пластинка еліптична, довгаста або оберненояйцеподібно-довгаста, 7–11 × 5–5.5 см, знизу ворсинчаста вздовж жилок, бородчаста в пазухах бічних жилок, знизу густо ворсинчаста вздовж середньої жилки в молодому віці, густо залозиста точкова, основа серцеподібна, іноді нерівна, край регулярно або нерівномірно подвійно дрібнопильчастий, верхівка гостра або загострена; бічних жилок 14–18 з кожного боку від середньої жилки. Жіноче суцвіття 5–11 × ≈ 2.5 см. Горішок широкояйцеподібний, ≈ 4 × 3 мм, густо запушений, рідко-коричнево смолисто залозистий, верхівка ворсинчаста. Цвітіння травень і червень, плодіння липень і серпень.

## Використання
Немає інформації про використання чи торгівлю цим видом.